# Schistostega
Schistostega (Lysmos) er en slægt af mosser med en enkelt art. Schistostega betyder 'spaltet låg' (af græsk schistos 'spaltet' og stege 'tag') og hentyder til den fejlagtige antagelse, at sporehusets låg spaltes når sporerne modnes.
| Arter |

- Alm. Lysmos Schistostega pennata